# Nanfadima Magassouba
Nanfadima Magassouba es una activista de los derechos de las mujeres y política guineana. Fue jefa de la Coalición Nacional de Guinea por los Derechos y la Ciudadanía de las Mujeres (CONAG-DCF), y desde 2013 es miembro de la Asamblea Nacional de Guinea.

## Biografía
Magassoubawas nació en la Prefectura de Koundara. Aunque ha trabajado con sindicatos y grupos comunitarios durante tres décadas, obtuvo un mayor  reconocimiento como presidenta de CONAG-DCF. Bajo el liderazgo de Magassouba, CONAG obtuvo un estatus nacional como la organización líder por los derechos de las mujeres y fue reconocida como un grupo asesor de las Naciones Unidas.
En las elecciones de 2013  fue elegida miembro de la Asamblea Nacional por el Asamblea del Pueblo de Guinea (RPG). Ha sido Ministra  de Solidaridad Nacional, y Promoción de la Mujer y el Niño en Guinea. Acreditada por asegurar la victoria de Alfa Condé en Koundara en las elecciones presidenciales de Guinea de 2015, Magassoubawas continuó siendo una destacable activista de RPG en Koundara. En junio de 2016  fue nombrada para suceder a Mamady Diawara como presidenta de la comisión de delegaciones de RPG Rainbow Alliance.
En mayo de 2017 Magassouba participó en el 4.º Foro para Dirigentes Políticos africanos en la Universidad Yale.
Magassoubawas trabajó como presidenta de la red de mujeres parlamentarians, antes de ser reemplazada en julio de 2016 por Fatoumata Binta Diallo de la Unión de las Fuerzas Democráticas de Guinea. Como mujer parlamentaria, expresó su oposición a la legalización de la poligamia en Guinea. El 29 de diciembre de 2018, junto con las 26 parlamentarias, Magassouba se negó a votar a favor de las revisiones del Código Civil que legalizaban la poligamia, prohibida desde 1968:
 

Nuestras madres, tías y abuelas lucharon duro por esta prohibición. No es cuestión de volver atrás en estos logros. Queremos seguir adelante.